# Guri Weinberg
Guri Weinberg (n. 1 de agosto de 1972 en Israel). Es un actor conocido por participar en películas como Múnich (2005) y en The Prophecy II. También en 2012 interpreta a Stefan, un vampiro del Aquelarre Rumano, en la última secuela de la exitosa The Twilight Saga: Breaking Dawn - Part 2.

## Biografía
Cuando Guri tenía tan solo un mes, su padre fue asesinado. Era Moshe Weinberg, un entrenador de lucha libre y el entrenador del equipo de lucha de Israel para los Juegos Olímpicos de 1972. Miembros de la OLP o "Septiembre Negro" se colaron en la Villa Olímpica en mitad de la noche y tomaron a once personas como rehenes. Mataron al padre de Guri dejándolo huérfano con solo un mes de vida. Luego tiraron el cuerpo desnudo de su padre a la calle para hacer un espectáculo para la prensa. Los otros atletas fueron asesinados poco después. Guri y su madre vivieron en Montreal y Nueva York, donde aprendió inglés. Luego se mudaron a Los Ángeles, donde asistió a la escuela secundaria.
Conoció a su esposa Tammy Lauren, una actriz estadounidense, quien lo convenció de seguir su pasión por la pintura, la fotografía y la escritura. A los 33 años, se le pidió que interpretara a su padre en Múnich.
Weinberg audicionó para Breaking Dawn y se le ofreció el papel de Stefan. Fundó con su esposa una agencia multimedia para artistas, Destiny's Saloon.

## Filmografía
| Año  | Título                                    | Personaje            | Notas                                                |
| ---- | ----------------------------------------- | -------------------- | ---------------------------------------------------- |
| 1993 | The Young Indiana Jones Chronicles        | George Kaufman       | Serie de televisión: 1 episodio                      |
| 1996 | Backroads to Vegas                        |                      | Película para Tv                                     |
| 1997 | Odd Jobs                                  | Darío                | Película para Tv                                     |
| 1997 | In Dark Places                            | Gimnasio Miembro # 1 |                                                      |
| 1998 | The Prophecy II                           | Lucifer              |                                                      |
| 1999 | Pensacola: Wings of Gold                  | Jack                 | Serie de televisión: 1 episodio                      |
| 2005 | Múnich                                    | Moshe Weinberg       |                                                      |
| 2006 | The Closer                                | Nicholas Costa       | Serie de televisión: 1 episodio                      |
| 2007 | The Man                                   | Lenny Dalton         | Película para Tv                                     |
| 2007 | Burn Notice                               | Ari Zamar            | Serie de televisión: 1 episodio                      |
| 2007 | Cane                                      | Yossi                | Serie de televisión: 3 episodios (uno desacreditado) |
| 2008 | No te metas con Zohan                     | Aharon               |                                                      |
| 2010 | The Good Guys                             | Zev                  | Serie de televisión: 1 episodio                      |
| 2012 | The Twilight Saga: Breaking Dawn - Part 2 | Stefan               |                                                      |
| 2013 | Body of Proof                             | Arco Starkovich      | Serie de televisión: 1 episodio                      |
| 2013 | The Mentalist                             | Arek Green           | Serie de televisión: 1 episodio                      |